# CS Gurupi (G-2)
O CS Gurupi (G-2) foi um navio da Marinha do Brasil, da Classe PC-461 (depois Classe G, no Brasil), que exerceu a função de navio-patrulha e de caça-submarino durante a Segunda Guerra Mundial.
Construído nos Estados Unidos, em 1942, foi entregue à Marinha brasileira em 24 de setembro daquele ano, em função dos acordos de cooperação mútua entre os dois países durante o conflito.
Serviu à Marinha de Guerra até 1959, ano em que foi descomissionado e, em seguida, desmanchado.

## Características técnicas
O caça-submarino Gurupi (ex-USS PC 547) foi construído pelo estaleiro Defoe Boat and Motor Works, em Bay City, Michigan, fruto da produção em massa de navios similares em pequenos estaleiros americanos.  Com efeito, sua construção demorou pouco mais de dois meses: o batimento de quilha se deu em 16 de abril e o seu lançamento ocorreu em 22 de maio de 1942.

### Dimensões
Possuía um deslocamento padrão de 280 toneladas de arqueação e 450 toneladas carregado, com um comprimento de 52,73 metros (173 pés), largura de 7,01 metros e calado de altura total de 9,6 metros. Seu casco era feito de ferro, sem qualquer blindagem especial, tendo em vista a urgência com que foram construídos.
Os navios da classe foram apelidados no Brasil de "caça-ferro", devido ao material de sua construção, em contraposição aos outros navios patrulha recebidos construídos com casco de madeira, denominados "caça-pau". Sua tripulação era de 65 homens, sendo 5 oficiais graduados.
Os alojamentos eram confortáveis e com boa ventilação; cada homem dispunha de um beliche e um armário de alumínio, pequeno, mas muito prático. Por ante-à-ré do passadiço ficava a estação de rádio bem aparelhada e, logo depois a praça de armas, tudo no convés principal. A coberta do rancho da guarnição era localizada a ré, ao lado da cozinha.

### Autonomia
O barco era movimentado por dois motores diesel, da General Motors, modelo 16-258S, cada um deles com 16 cilindros, com potência de 2 x 2.000 hp e nominal de 2 x 2.880, acoplados a dois eixos com hélices de três pás.
Esses eixos, acoplados hidraulicamente aos motores principais, davam ao navio, ao fim de 30 segundos, inicialmente a velocidade de 7 nós, indo depois até 18 nós, podendo alcançar a máxima de 20 nós. O fato de levar algum tempo para o acoplamento e arrancar já nos 7 nós, quando se dava a partida nos motores, causava certa dificuldade no momento das atracações e outras manobras. No mar alto, era porém um navio muito ágil, pois apesar de baixo, os seus dois lemes faziam o navio girar muito rapidamente, condição essencial para a sua função principal de combater submarinos imersos.
Os tanques de diesel tinham a capacidade para receber 60 toneladas de combustível, conferindo à embarcação uma autonomia de 3.000 milhas náuticas a 12 nós.

### Armamento
Os caça submarinos da classe G eram relativamente bem armados, com dois canhões de 3 pol (76.2 mm/50)  e três metralhadoras Oerlikon de 20 mm em reparos singelos Mk4; 2 lançadores óctuplos de bomba granada A/S (LBG) de 7.2 pol. Mousetrap Mk 20 na proa; e, no ataque anti-submarino, duas calhas duplas de doze foguetes, dois morteiros do tipo K Mk6 de bombas de profundidade Mk6 ou Mk9, em ambos os bordos e finalmente, duas calhas de bombas de profundidade Mk3 na popa. As calhas de bombas apenas deixavam cair os petrechos, mas os morteiros em K podiam variar a distância, conforme a carga de projeção usada.
A terceira metralhadora ficava instalada no tijupá (o convés logo acima do passadiço), além daquelas que ficavam nos bordos. Não obstante as fichas técnicas das embarcações constarem duas metralhadoras como padrão, sabe-se que, dos oito navios da classe, pelo menos quatro possuíam esse arranjo diferenciado com três armas: O Guaporé, o Gurupi, o Grajáu e o Graúna. Todo armamento era de duplo uso, de superfície e antiaéreo, embora, na Marinha do Brasil  nunca tivessem sido disparados contra aviões.
Relativamente aos sensores, o Gurupi possuía um radar de vigilância de superfície tipo SF ou SL e um sonar de casco.

## História
Foi incorporado à Marinha dos EUA em 24 de julho, sob a denominação USS PC 547. Junto com o Guaporé, foi um dos primeiros navios de guerra transferidos pelos EUA, e incorporados à Marinha do Brasil após a declaração de guerra aos países do Eixo, a 31 de agosto daquele ano. Em 24 de setembro, foi formalmente incorporado à Marinha do Brasil, em cerimônia realizada na Base Naval de Natal (RN). Naquela ocasião, assumiu o comando, o Capitão-Tenente Mauro Ballousier.
O Gurupi, que, em tupi, significa diamante puro, foi o primeiro navio a ostentar esse nome na marinha brasileira, em homenagem ao rio homônimo situado na divisa dos Estados do Pará e do Maranhão. O custo de aquisição dos caça-submarinos dessa classe em 1942-43 foi de US$ 1,7 milhões.
A oficialidade do Guaporé cursou a primeira turma da Fleet Sound School em Key West, Flórida.
Iniciou sua vida operacional sendo utilizado junto com o CS Guaporé, como navio de treinamento para às futuras guarnições dos outros caça-submarinos da classe G que viriam a ser entregues pelos Estados Unidos.

## Comandantes
Em seus quase dezessete anos de serviço, o navio teve quatro comandantes.
| Comandante                  | Período                                      |
| --------------------------- | -------------------------------------------- |
| Mauro Ballousier            | 24 de setembro de 1942 — data não disponível |
| José Luiz de Araújo Goyano  | período não disponível                       |
| Carlos Roberto Perez Paquet | 1944 - data não disponível                   |
| Hilton B. A. Moreira        | período não disponível                       |

## Operações

### Subordinação
Em 5 de outubro de 1942, passou à subordinação da Força Naval do Nordeste (FNNE), criada pelo Aviso n.º 1661, do mesmo dia, para substituir a Divisão de Cruzadores, comandada pelo Capitão-de-Mar-e-Guerra Alfredo Carlos Soares Dutra, e subordinada ao Comandante da 4ª Esquadra Norte-Americana e das Forças Navais do Atlântico Sul, Contra-Almirante (USN) Jonas H. Ingram.
A Força Naval do Nordeste era originalmente composta pelos cruzadores Rio Grande do Sul e Bahia, os navios mineiros Carioca, Cabedelo, Caravelas e Camaquã e pelo caça submarino Guaporé. Essa força foi depois acrescida de outros navios adquiridos nos Estados Unidos, além dos submarinos classe T, do tender Belmonte, e dos contratorpedeiros da classe M, constituindo assim Força-Tarefa 46, da Força Naval do Atlântico Sul, sendo dissolvida apenas no final da guerra.

### Patrulhas
Participação do Gurupi na Segunda Guerra Mundial, em relação aos comandantes:
| Comandante                  | Milhas navegadas | Dias de mar | Navios comboiados | Comboios |
| --------------------------- | ---------------- | ----------- | ----------------- | -------- |
| Mauro Ballousier            | 27.670           | 103,5       | 116               | 21       |
| José Luiz de Araújo Goyano  | 36.031           | 150,5       | 124               | 27       |
| Carlos Roberto Perez Paquet | 33.143           | 117         | 65                | 10       |
| Hilton B. A. Moreira        | 2.008            | 6           | 0                 | 0        |

Participação total de comissões de escolta de comboios regulares durante a Segunda Guerra Mundial.
| Comboios             | Comissões |
| -------------------- | --------- |
| Recife/Salvador      | 6         |
| Salvador/Recife      | 7         |
| Recife/Trinidad (JT) | 9         |
| Trinidad/Recife (TJ) | 8         |
| Outros comboios      | 34        |
| Total                | 64        |

### Missões em destaque
Em 1943, verificou, na costa do Maranhão, denúncias a respeito da presença de submarinos inimigos. Tempos depois, juntamente, com o Guaporé, participou, sob o Comando do Capitão-Tenente João Faria de Lima, do serviço de escolta ao navio lançador de cabo Cambria, que fazia a manutenção dos cabos submarinos de comunicação entre os Estados Unidos - Brasil - Europa, em um serviço que consistia girar em torno do Cambria por quatro horas em um sentido, alternado em outras quatro horas no sentido contrário, pois o navio em sua tarefa de inspeção de cabos, que passavam através de roldanas por seu convés, navegava vagarosamente, constituindo em um alvo precioso para os submarinos inimigos.